# Hirofumi Daimatsu
Hirofumi Daimatsu (大松博文?, Daimatsu Hirofumi; Ayauta Gun, 12 febbraio 1921 – Tokyo, 24 novembre 1978) è stato un allenatore di pallavolo e politico giapponese che con le sue strategie e tecniche di allenamento ha cambiato il gioco della pallavolo femminile. Per la sua disciplina rigorosa e gli incessanti esercizi di condizionamento delle sue giocatrici, è stato soprannominato il "coach demonio".
Ha guidato il team Nichibo Kaizuka (soprannominato le Streghe orientali) verso le medaglie d'argento e d'oro ai campionati mondiali del 1960 e 1962 e a quella d'oro alle Olimpiadi di Tokyo del 1964.

## Biografia
Nato ad Ayauta Gun, nella prefettura di Kagawa, nel 1941, si unì alla Dai Nippon Spinning Co., Ltd. (in seguito chiamata Nichibo Kaizuka), dopo essersi laureato alla Università di Kwansei Gakuin.
Tre mesi dopo, fu chiamato per il servizio militare e inviato nella battaglia di Imphal, chiamata "Strada delle ossa sbiancate". Il sottotenente Daimatsu e la sua unità di 40 uomini dovette attraversare le montagne, con 40° di febbre a causa della malaria e della dissenteria per mancanza di cibo.

## Carriera

### Allenatore di pallavolo
Nel 1953 Daimatsu divenne l'allenatore della squadra femminile di pallavolo Nichibo Kaizuka - le Streghe orientali - all'origine squadra di pallavolo della fabbrica tessile di Kaizuka City ed evoluta nella squadra nazionale giapponese. Le Streghe orientali ottennero 175 vittorie consecutive grazie al severo allenamento di Daimatsu, che fu quindi fu chiamato "Demon Daimatsu".
Nel 1958 ebbe luogo un cambiamento radicale: la decisione di accogliere le regole internazionali, che prevedevano il sistema a 6 giocatrici invece di 9. In questo modo ci si poteva finalmente misurare anche con squadre straniere ed allestire una nazionale in vista dei campionati mondiali che si sarebbero disputati a Rio de Janeiro nel 1960. Hirofumi Daimatsu, conscio delle enormi difficoltà che lo aspettavano con il nuovo sistema (nuove regole da imparare, diversa altezza della rete e diversa dimensione della palla, alcuni ruoli delle giocatrici venivano modificati o eliminati), studiò molto per insegnare alle ragazze della nazionale, costituita per il 90% dalla Nichibo Kaizuka. Era di fatto quasi un nuovo gioco di pallavolo. Le atlete, da parte loro, accettarono la sfida, visto che le nuove regole premiavano di più l’agilità rispetto alla potenza fisica, aspetto in cui erano piuttosto carenti.
Come allenatore della squadra nazionale giapponese, Daimatsu la guidò verso la medaglia d'argento nel Campionato mondiale femminile di pallavolo del 1960 in Brasile. Deluso dal risultato, il coach promise alle ragazze che in futuro avrebbero vinto tutto quello che fosse possibile vincere. Nei due anni che li separavano dai seguenti campionati mondiali nell'Unione Sovietica, Daimatsu intensificò ulteriormente i suoi allenamenti, imponendo tecniche e tattiche innovative ancora più dure, sperimentate dalla squadra in una vincente tournée europea, voluta a tutti i costi dall'allenatore per permettere al suo team di fare esperienza internazionale.
L'allenamento stremante - fatto di preparazione atletica fino a mezzanotte, dopo i turni di lavoro, sei giorni su sette, per cinquantuno settimane all'anno - dette però i suoi risultati: seguì la medaglia d'oro nel Campionato del mondo del 1962 in URSS e la medaglia d'oro alle Olimpiadi di Tokyo nel 1964.

### Politica e morte
Nel 1968 Daimatsu fu eletto membro della Camera dei Consiglieri della Dieta per il Partito Liberal Democratico. Hirofumi Daimatsu morì il 24 novembre 1978. Nel 2000 venne inserito nella International Volleyball Hall of Fame.